# Galaxidi
Galaxidi (in greco Γαλαξίδι?) è un ex comune della Grecia nella periferia della Grecia Centrale (unità periferica della Focide) con 3 030 abitanti secondo i dati del censimento 2001.
È stato soppresso a seguito della riforma amministrativa, detta Programma Callicrate, in vigore dal gennaio 2011 ed è ora compreso nel comune di Delfi.

## Località
Galaxidi è suddiviso nelle seguenti comunità:
- Agioi Pantes
- Galaxidi
- Penteoria
- Vounichora